# Olivier Sarraméa
Pas d'image ? Cliquez ici

a Compétitions nationales et continentales officielles uniquement.

b Matchs officiels uniquement.
Dernière mise à jour le 12 octobre 2017.
Olivier Sarraméa, né le 20 octobre 1975 à Tarbes (Hautes-Pyrénées), est un ancien joueur de rugby à XV français. Il a joué en équipe de France et évolue au poste de centre, ailier ou arrière au sein de l'effectif du Montpellier HR jusqu'en 2010. Il mesure 1,93 m pour 104 kg. 
Sélectionné pour la coupe du monde 1999, il souffre d'un arrachement osseux au niveau de la rotule qui le prive de titularisation. 
Il est ensuite professeur dans les classes d'enseignement agricole et de rugby au Campus La Salle Saint-Christophe, à Masseube (Gers).

## Carrière

### En club

#### Joueur
En mars 2009, il est invité avec les Barbarians français pour jouer un match contre le XV du président, sélection de joueurs étrangers évoluant en France, au Stade Ernest-Wallon à Toulouse. Les Baa-Baas s'inclinent 26 à 33.
En 2005, il participe avec le Stade français à la finale de Coupe d'Europe face au Stade toulousain au Murrayfield Stadium à Édimbourg. Il commence le match sur le banc puis remplace Brian Liebenberg à la 80e minute. À l'issue du temps réglementaire, les deux équipes sont à égalité, 12 à 12, mais les Toulousains parviennent à s'imposer 12 à 18 à l'issue des prolongations.

#### Entraineur
- en 2010 Olivier Sarraméa prend en charge l'équipe des cadets A du Montpellier Hérault rugby

### En équipe nationale
Il honore sa première cape internationale en équipe de France le 3 juin 1999 contre l'équipe de Roumanie (et marque un essai à l'occasion), et sa dernière le 26 juin de la même année contre l'équipe de Nouvelle-Zélande. 

## Palmarès

### En club
Avec le Stade français
- Championnat de France de première division : 
  - Vice-champion (1) : 2005 (remplace Christophe Dominici à la 73e minute)
- Coupe d'Europe :
  - Finaliste (1) : 2005 (remplace Brian Liebenberg à la 83e minute)

Avec le Castres olympique
- Challenge européen : 
  - Finaliste (1) : 1997[5] et 2000

Avec Trie sur Baïse
- Championnat de France Philiponeau :
  - Champion (1) : (1995)

### En équipe nationale
- 4 sélections en équipe de France en 1999
- 2 essais (10 points)